# Papilio euchenor
Papilio euchenor är en fjärilsart som beskrevs av Guérin-Méneville 1829. Papilio euchenor ingår i släktet Papilio och familjen riddarfjärilar.
Artens utbredningsområde är Papua Nya Guinea. Inga underarter finns listade i Catalogue of Life.

## Bildgalleri

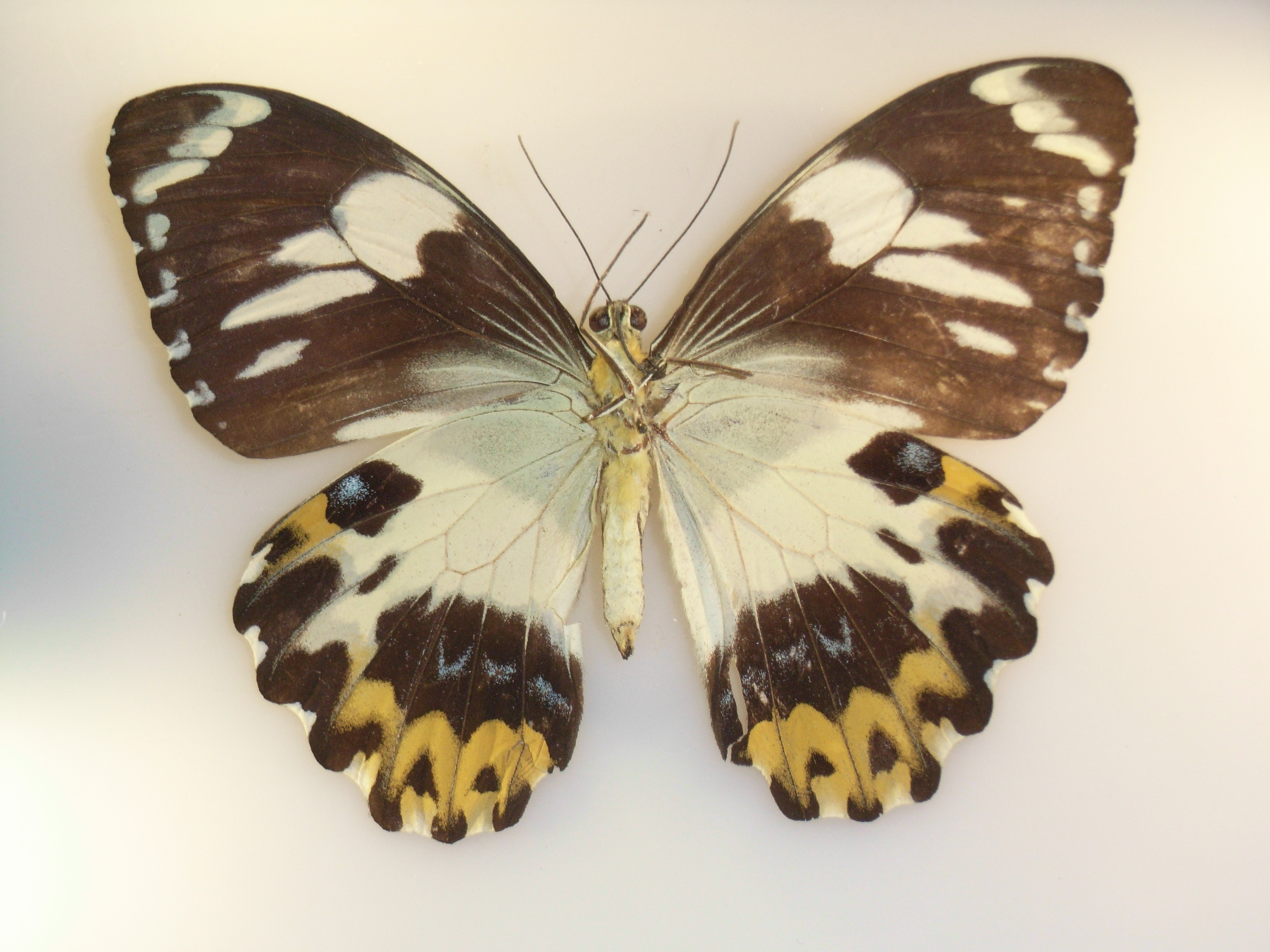